# Zackie Achmat
Zackie Achmat (ur. 21 marca 1962 w Johannesburgu) – południowoafrykański działacz na rzecz przeciwko AIDS, założyciel i prezes organizacji Treatment Action Campaign (TAC).

## Życiorys
Zackie Achmat urodził się 21 marca 1962 roku. Był wychowany przez matkę i ciotkę. W wieku 14 lat rozpoczął działalność polityczną w 1976 roku, podpalając wraz z kolegami swoją szkołę, podczas powstania przeciwko Sowetom. Wkrótce potem został aresztowany za zorganizowanie demonstracji. W 1980 roku był działaczem w Afrykańskim Kongresie Narodowym w ANC. W 1990 roku zdiagnozowano u niego wirusa HIV. Na University of Western w Bellville uzyskał tytuł licencjata w dziedzinie języka angielskiego. W lipcu 2002 roku gdy był hospitalizowany odwiedził go były prezydent Nelson Mandela. W 2002 roku otrzymał tytuł honoris magistra nauk społecznych na Uniwersytecie Kapsztadzkim. W kwietniu 2002 roku został uhonorowany nagrodą Homo Homini przyznawaną przez organizację People in Need. W kwietniu 2003 roku został odznaczony honorowym doktoratem, a po miesiącu otrzymał nagrodę Johannesburską Mann Award 2003 dla zdrowia i praw człowieka. W 2004 roku został nominowany do Pokojowej Nagrody Nobla.